# Клара Лаго
Клара Лаго Ґрау (ісп. Clara Lago Grau; нар. 6 березня 1990, Торрелодонес, Мадрид, Іспанія) — іспанська акторка театру і кіно.

## Біографія
Клара Лаго народилася в сім'ї графічного дизайнера та оповідачки. Дебютувала в кінематографі у віці дев'яти років у фільмі «Жалюгідне життя» (роль: Беа). У 2000 році стала відомою після виходу серіалу «Однокласники», де Лаго зіграла роль Дезіре.

## Фільмографія
- 2000 — Жалюгідне життя — Беа
- 2002 — Подорож Керол — Керол
- 2004 — Життя, що тебе чекає — Генія
- 2006 — Пісок у кишенях — Елена
- 2007 — Клуб самогубців — Лаура
- 2008 — Гра в шибеницю — Сандра
- 2009 — Для блага інших — Ейнгоа
- 2011 — Кузени — Клара
- 2011 — Бункер — Белен
- 2012 — Три метри над рівнем неба: Я хочу тебе — Джин
- 2012 — Кінець світу — Ева
- 2012 — Монстри на канікулах — Мевіс (озвучення)
- 2013 — Батьки — Ізабель
- 2013 — Хто вбив Бембі? — Маті
- 2014 — Вісім баскських прізвищ — Амая
- 2015 — Зникнення — Анна
- 2017 — Орбіта 9 — Гелена